# Giancarlo De Carolis
Giancarlo De Carolis (Spoleto, 26 febbraio 1930 – Spoleto, 10 maggio 1999) è stato un politico e avvocato italiano.

## Biografia
Avvocato, più volte consigliere comunale a Spoleto la sua città natale, è stato senatore della Repubblica con la Democrazia Cristiana per tre legislature (VI, VII e VIII, dal 1972 al 1983) e Vice-Presidente del Consiglio Superiore della Magistratura dal 1982 al 1986.